# Aritmetisk logisk enhet

Schematisk bild av en ALU. A och B är operanderna och R resultatet. F är en styrsignal som bestämmer vilken operation som ska utföras och D är en utgång för statusflaggor.

Aritmetisk logisk enhet (arithmetic logic unit, ALU), kallas även aritmetikenhet eller räkneenhet, är inom datortekniken en del av processorn (CPU:n) i en dator och en av komponenterna i von Neumann-arkitekturen. ALU:n utför aritmetiska operationer (räkneoperationer) och logiska operationer på operander lagrade i processorregister, exempelvis addition, subtraktion, och/AND eller eller/OR. Av konvention använder man främst benämningen för enheter som arbetar på heltal. Flyttal (decimaltal) hanteras ofta av specifika enheter för detta.
I vissa processorer är ALU:n delad i två enheter: en aritmetisk enhet (AU) och en logisk enhet (LU).